# Sant’Agostino (Rieti)

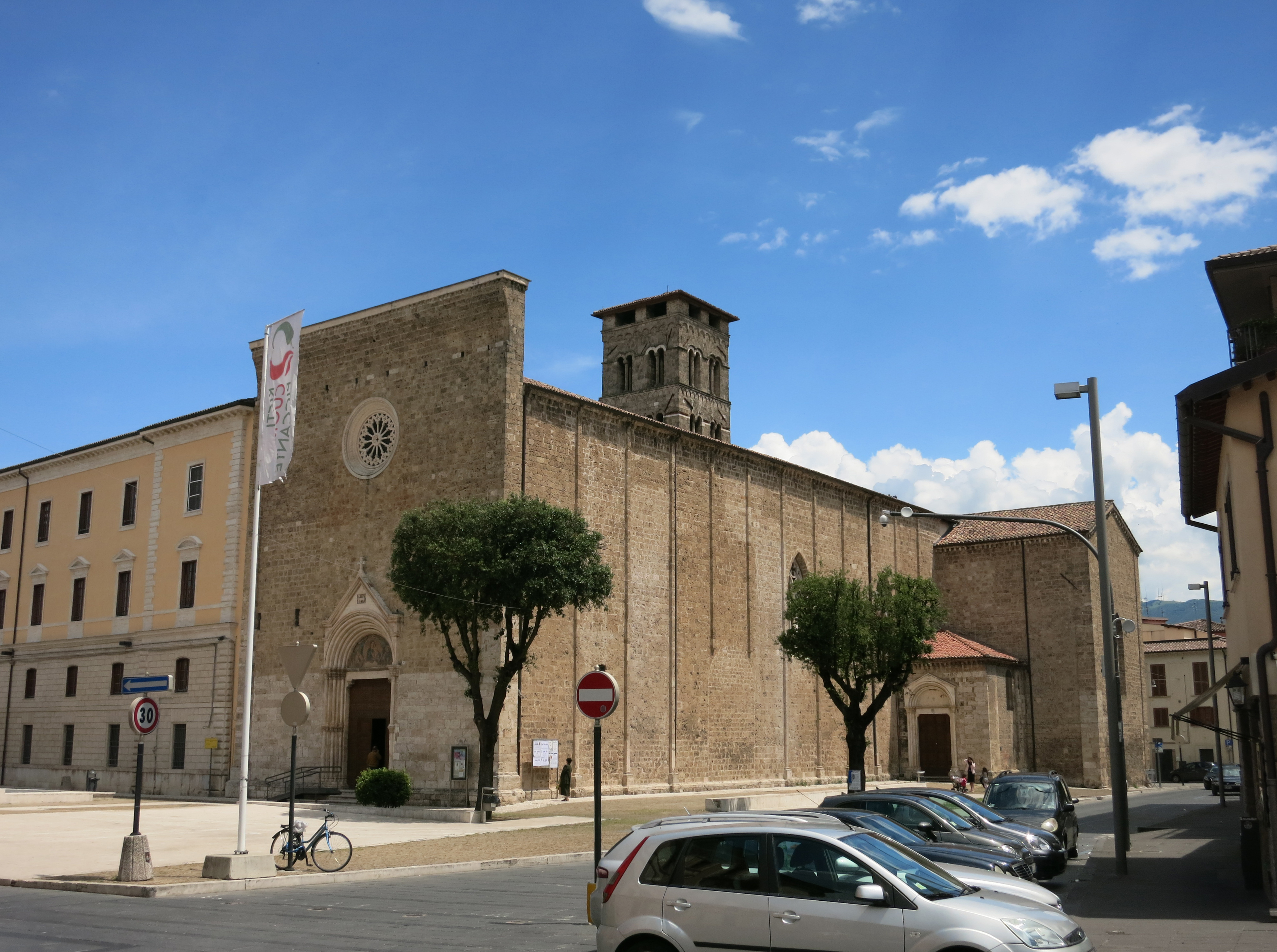
Santa Maria della Vittoria

Sant’Agostino ist eine römisch-katholische Kirche im Zentrum von Rieti in der italienischen Region Latium. Die Pfarrkirche des Bistums Rieti trägt den Titel einer Basilica minor und ist Augustinus von Hippo gewidmet. Die frühere Klosterkirche des Augustinerordens wurde im 13. Jahrhundert im Stil der Romanik erbaut, sie hat einen gotischen Chor und eine barocke Ausstattung. Sie wurde vor 1902 unter Denkmalschutz gestellt.

## Geschichte
Die Kirche wurde in der Mitte des 13. Jahrhunderts erbaut und 1252 erstmals erwähnt. Zu jener Zeit, als Rieti wirtschaftlichen Wohlstand genoss und der Papst den Bischofspalast häufig zu seinem Sitz machte, wurden in der Stadt auch die Kirchen der anderen Bettelorden gebaut: San Francisco und San Domenico.
Die Kirche wurde durch das Erdbeben von 1898 schwer beschädigt, bei dem das Dach einstürzte.
Die Kirche wurde 1986 Sitz der fusionierten Pfarrei Sant’Agostino. Papst Benedikt XVI. verlieh der Kirche 2010 den Titel einer Basilica minor.

## Architektur

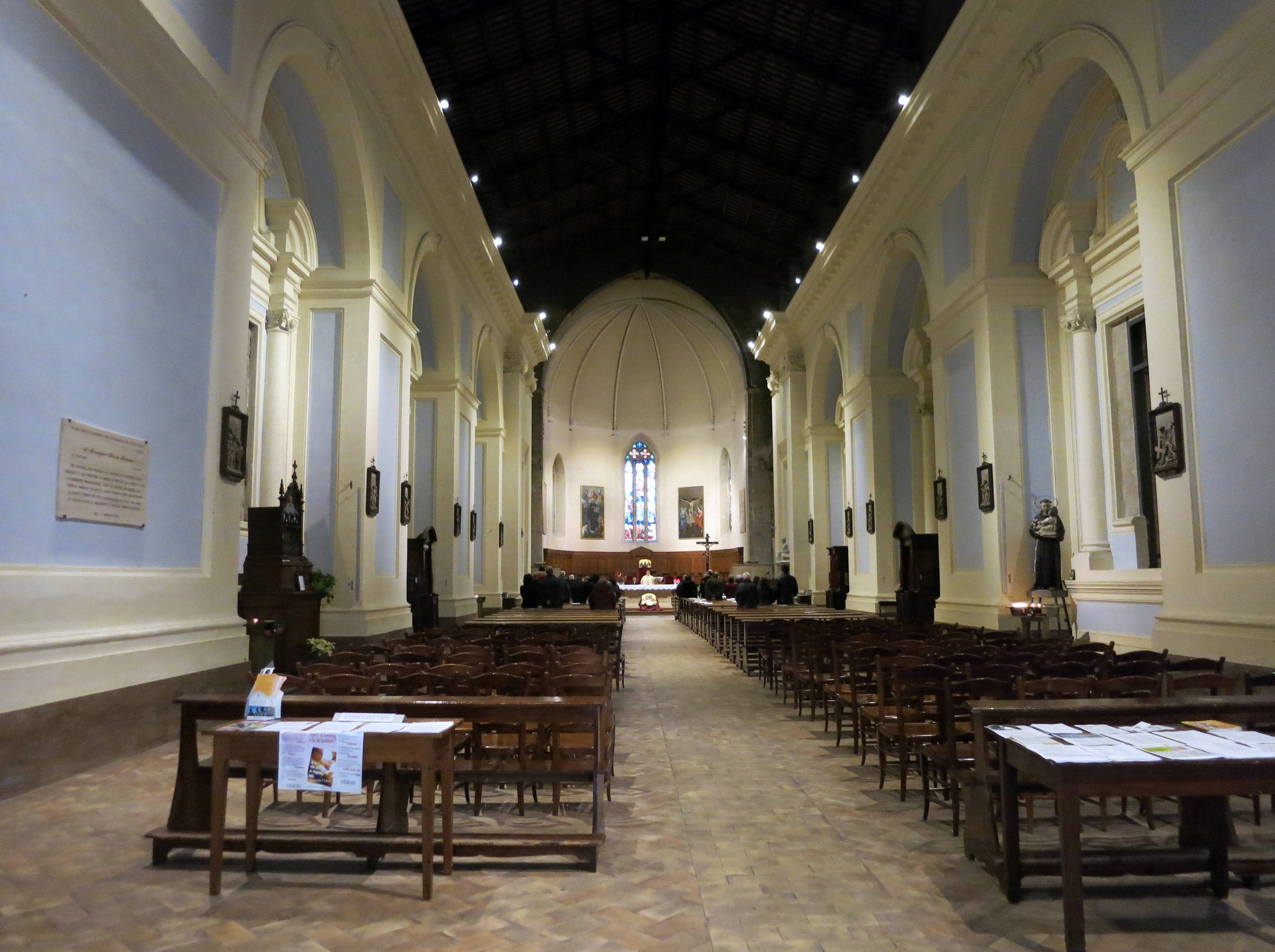
Innenraum

Die Steinfassade im romanischen Stil hat einen rechteckigen Grundriss mit zwei Pilastern auf jeder Seite und endet mit einem leicht vorspringenden Attika. Das Portal des Haupteingangs besteht aus einem Spalier von drei Reihen kleiner Säulen, über denen fünf Rundbögen eine Lünette mit einem Fresko aus der Mitte des 14. Jahrhunderts einrahmen, das die Madonna in Majestät und als Heilige des Augustinerordens darstellt; die Bögen werden von einem Tympanon überragt, in dem ein Flachrelief mit der Darstellung des Agnus Dei eingemeißelt ist. Darüber öffnet sich das Rosettenfenster, das nicht original ist, sondern 1901 anstelle eines großen Fensters eingefügt wurde, das dort im 18. Jahrhundert durchgebrochen wurde. Der Glockenturm befindet sich wie der Kreuzgang auf der linken Seite des Kirchenschiffs.
Die einschiffige, geostete Saalkirche hat einen kreuzförmigen Grundriss. Sie wird von Holzbindern überspannt und endet in drei polygonalen Apsiden, über denen sich ein dreiflügeliges Fenster und zwei gotische Sprossenfenster öffnen.

## Ausstattung

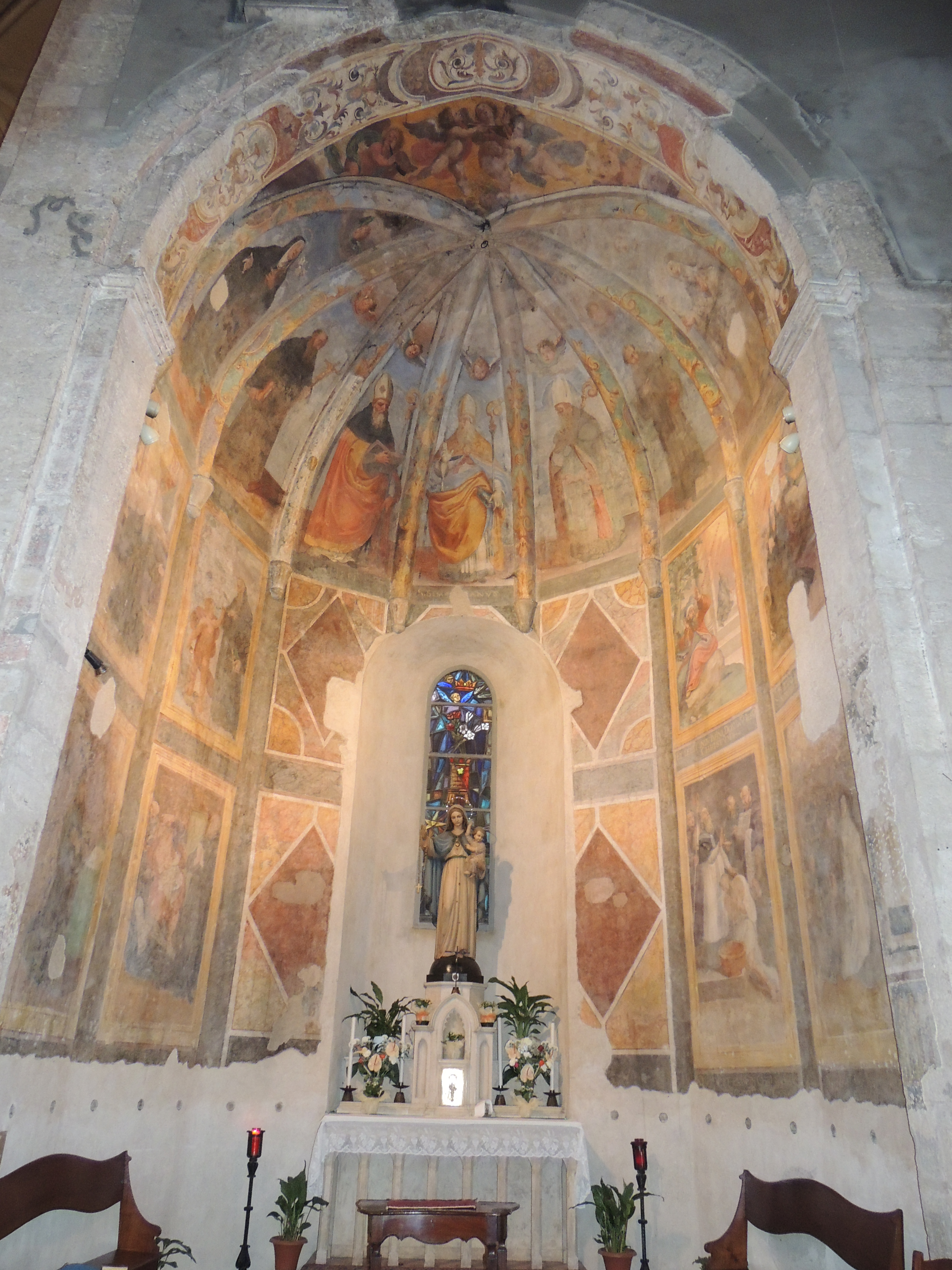
Seitenapsis

Die Wände wurden von unbekannten Künstlern im 14. bis 16. Jahrhundert mit Fresken bemalt; im 18. Jahrhundert wurden jedoch die Seitenaltäre zur Umsetzung der Vorgaben des Konzils von Trient angefertigt und die Fresken übertüncht. Jüngere Restaurierungsarbeiten haben sie teilweise wieder frei gelegt. Die modernen Glasfenster der Apsis sind aus dem 20. Jahrhundert.
Im Inneren der Kirche befinden sich mehrere Kunstwerke:
- das Ölgemälde Flucht nach Ägypten, von einem anonymen Autor (17. Jahrhundert)
- das Grabdenkmal des Rietiner Dichters Angelo Maria Ricci, von Giuseppe de Fabris
- die Inschrift von Valentino Fabri
- ein Kruzifix aus dem 17. Jahrhundert
- ein polychromes Holzkruzifix aus dem 14. Jahrhundert, das Werk eines anonymen Schreiners, das aus der Kirche St. David des alten Frauenwaisenhauses stammt[4]
- die Statue der Madonna vom Gürtel, die bis Mitte des 20. Jahrhunderts in einer Prozession getragen wurde
- Ekstase der Heiligen Rita von Cascia von Lattanzio Niccoli (1643), in der Kapelle der Heiligen Rita
- Das Massaker an den Unschuldigen, von Ludovico Carosi (1612), in der Kapelle der Clarelli
- das große Fresko von Liberato di Benedetto, das eine Kreuzigung darstellt (um 1430–32). Es wurde 1973 vom Kapitelsaal des Klosters abgenommen.

Das Chorgestühl aus Nussbaumholz ist neueren Datums, es ist dem ursprünglichen nachgebildet, das auf Fotografien aus dem späten 19. Jahrhundert zu sehen ist und durch den Sturz der Dachstühle beim Erdbeben von 1898 zerstört wurde.

## Kloster und Kreuzgang

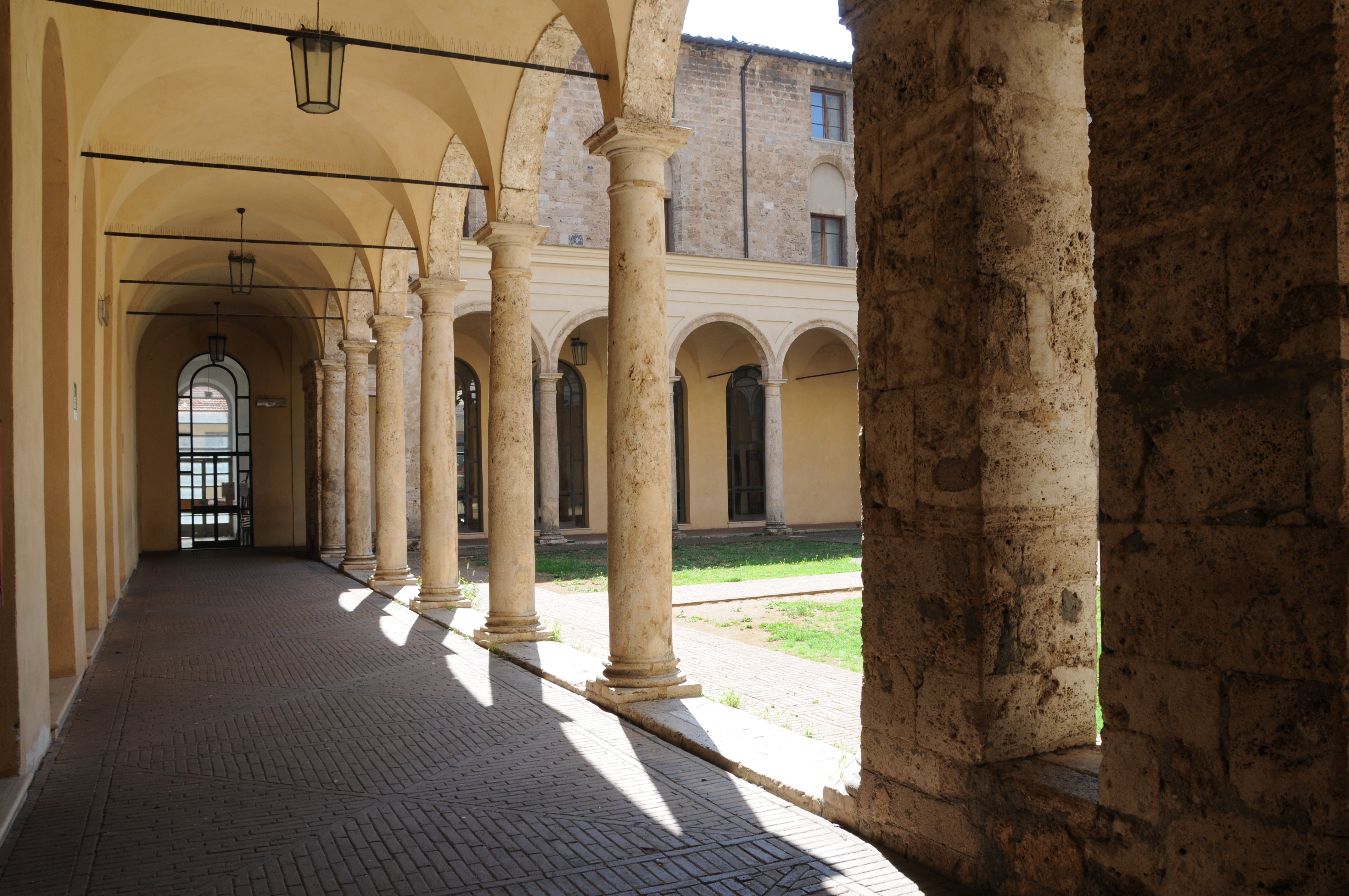
Kreuzgang

Das Klostergebäude wurde zum ersten Sitz des Stadtmuseums von Rieti und der Stadtbibliothek Paroniana, die 1865 mit dem Vermögen der kirchlichen Einrichtungen gegründet wurde. Die Bibliothek blieb dort bis in die erste Hälfte des 20. Jahrhunderts, das Museum hingegen wurde 1909 in den Stadtpalast verlegt. Heute beherbergt es die Sacchetti-Sassetti-Mittelschule und der Kreuzgang aus dem Jahr 1605 wird oft für Ausstellungen und Vorführungen genutzt.